# NGC 5349
NGC 5349 је спирална галаксија у сазвежђу Ловачки пси која се налази на NGC листи објеката дубоког неба.
Деклинација објекта је + 37° 52' 59" а ректасцензија 13h 53m 13,1s. Привидна величина (магнитуда) објекта NGC 5349 износи 14,1 а фотографска магнитуда 14,9. NGC 5349 је још познат и под ознакама UGC 8803, MCG 6-31-5, CGCG 190-72, CGCG 191-6, IRAS 13510+3807, PGC 49336.